# Кабо-Верде на Олимпийских играх
Спортсмены Кабо-Верде принимали участие в семи летних Олимпийских играх. Дебютировали на летних Олимпийских играх 1996 года в Атланте. С тех пор участвовали во всех летних играх. В зимних Олимпийских играх не участвовали.
На Олимпийских играх 2024 года в Париже боксёр Даниэл Варела де Пина завоевал бронзу и принёс Кабо-Верде первую олимпийскую медаль в истории.

## Таблица медалей

### Летние Олимпийские игры
| Игры                | Спортсменов | Золото | Серебро | Бронза | Всего | Место |
| ------------------- | ----------- | ------ | ------- | ------ | ----- | ----- |
| 1996 Атланта        | 4           | 0      | 0       | 0      | 0     | —     |
| 2000 Сидней         | 2           | 0      | 0       | 0      | 0     | —     |
| 2004 Афины          | 3           | 0      | 0       | 0      | 0     | —     |
| 2008 Пекин          | 3           | 0      | 0       | 0      | 0     | —     |
| 2012 Лондон         | 3           | 0      | 0       | 0      | 0     | —     |
| 2016 Рио-де-Жанейро | 5           | 0      | 0       | 0      | 0     | —     |
| 2020 Токио          | 6           | 0      | 0       | 0      | 0     | —     |
| Всего               | Всего       | 0      | 0       | 0      | 0     |       |